# Passage
Cuarto disco de estudio de la banda suiza Samael. Nuevamente bajo la producción de Waldemar Sorychta, Samael consolidó el nuevo sonido en que se había embarcado desde Ceremony of Opposites, aunque ahora bastante más "orquestado" y más cercano al black metal de los noventa, como una versión suave de Emperor o Dimmu Borgir. Frente a la partida de Rodolphe H., Xy (ya no Xytras) vuelve a los teclados, pero ahora utiliza una batería programada para lo referente a la percusión, Vorph (ya no Vorphalack) se mantiene en la guitarra y voces y Masmiseim en el bajo.
Por su parte, las líricas abandonan definitivamente el satanismo, centrándose ahora en temas filosóficos, cosmológicos y existencialistas, tales como la iluminación espiritual, la fortaleza interior o la unión de contrarios. Aparece también el primer tema romántico de Samael (Moonskin), aunque sea decididamente pesimista. 

## Ficha técnica.
Grabado en Woodhouse Studio, Hagen, Alemania, en la primavera de 1996.
Grabado, masterizado y mezclado por Waldemar Sorychta y Xy.
Producido por Waldemar Sorychta.
Música por Xy.
Letras por Vorph.

## Lista de canciones.
El disco cuenta con los siguientes temas:
1. "Rain". ("Lluvia"). Su letra habla de los árboles alimentados por la lluvia, como metáfora del crecimiento espiritual.
2. "Shining Kingdom". ("El reino brillante"). Su letra habla del viaje espiritual como un proceso interno, con un punto de llegada que es el mismo de partida, pero en un nivel superior.
3. "Angel's Decay". ("La decadencia del ángel"). Esta canción habla sobre las consecuencias que tiene la exposición a una cierta verdad superior.
4. "My Saviour". ("Mi salvador"). Esta canción, de letra un tanto ambigua, puede referirse a los sentimientos que tendría un mesías o salvador respecto de su propia salvación, o bien puede ser una ironía sobre la idea de un salvador externo.
5. "Jupiterian Vibe". ("Vibración joviana"). Esta canción puede referirse al sentimiento de unión entre contrarios, y a la unión con el cosmos.
6. "The Ones Who Came Before". ("Aquellos quienes vinieron antes"). Esta canción se refiere a la continuidad del conocimiento espiritual, probablemente a la "philosophia perennis".
7. "Liquid Soul Dimension". ("Dimensión del alma líquida"). Esta canción se refiere a la unidad del individuo con el universo.
8. "Moonskin. ("Piel lunar"). Esta canción puede ser leída como una balada romántica por un amor que ha fallecido, o bien como un lamento por una presencia romántica que ya no está.
9. "Born Under Saturn. ("Nacido bajo Saturno"). Esta canción se refiere a la soledad del individuo que progresa espiritualmente.
10. "Chosen Race. ("Raza elegida"). Esta canción habla sobre la condición espiritual de los "elegidos", y hasta que punto uno elige ser elegido ("just choose to be chosen").
11. "A Man In Your Head". ("Un hombre en tu cabeza"). Esta canción gira en torno a la idea de mantener las religiones institucionalizadas a distancia, y privilegiar el autoconocimiento propio por sobre las verdades reveladas o establecidas.